# Субботин, Юрий Константинович
Юрий Константинович Субботин (25 августа 1923, Дмитриевск, Донецкая губерния — 15 сентября 1996, Москва) — гвардии полковник Советской Армии, участник Великой Отечественной войны, Герой Советского Союза (1945).

## Биография

Могила Субботина на Троекуровском кладбище Москвы.

Юрий Субботин родился 25 августа 1923 года в городе Дмитриевск (ныне — Макеевка в Донецкой области Украины). Окончил десять классов школы. В 1941 году Субботин был призван на службу в Рабоче-крестьянскую Красную Армию. Окончил Ленинградское артиллерийское училище. С марта 1942 года — на фронтах Великой Отечественной войны. К июлю 1944 года гвардии капитан Юрий Субботин командовал дивизионом 24-го гвардейского артиллерийского полка, 5-й гвардейской стрелковой дивизии, 8-го гвардейского стрелкового корпуса, 11-й гвардейской армии, 3-го Белорусского фронта. Отличился во время освобождения Минской области Белорусской ССР.
Дивизион Субботина успешно поддерживал переправу советских войск через Березину, захват плацдарма на её западном берегу и освобождение Борисова. 14 июля 1944 года дивизион переправился через Неман под Алитусом и принял активное участие в отражении немецких контратак.
Указом Президиума Верховного Совета СССР от 24 марта 1945 года гвардии капитан Юрий Субботин был удостоен высокого звания Героя Советского Союза с вручением ордена Ленина и медали «Золотая Звезда».
После окончания войны Субботин продолжил службу в Советской Армии. В 1951 году он окончил Военную академию имени Дзержинского. В 1960 году в звании полковника Субботин был уволен в запас. Проживал в Москве, работал в научно-исследовательском институте.
Был также награждён орденами Красного Знамени, Александра Невского, двумя орденами Отечественной войны 1-й степени, орденами Отечественной войны 2-й степени, Трудового Красного Знамени, Красной Звезды, рядом медалей.

## Награды
- Медаль «Золотая Звезда»[1];
- орден Ленина;
- орден Красного Знамени[2];
- орден Александра Невского;
- орден Отечественной войны I степени[3];
- орден Отечественной войны I степени[3];
- орден Отечественной войны II степени[4];
- орден Трудового Красного Знамени;
- орден Красной Звезды;
- медаль «В ознаменование 100-летия со дня рождения Владимира Ильича Ленина» (6 апреля 1970);
- медаль «За победу над Германией в Великой Отечественной войне 1941—1945 гг.» (9 мая 1945[5]);
- юбилейная медаль «Двадцать лет Победы в Великой Отечественной войне 1941—1945 гг.» (7 мая 1965[6]);
- юбилейная медаль «Тридцать лет Победы в Великой Отечественной войне 1941—1945 гг.»[7];
- медаль «Сорок лет Победы в Великой Отечественной войне 1941-1945 гг.»[8];
- юбилейная медаль «50 лет Победы в Великой Отечественной войне 1941—1945 гг.»[9];
- медаль «За взятие Кёнигсберга»[10] (9 июня 1945[11]);
- медаль «Ветеран Вооружённых Сил СССР»;
- медаль «30 лет Советской Армии и Флота»[12];
- юбилейная медаль «40 лет Вооружённых Сил СССР»[13];
- юбилейная медаль «50 лет Вооружённых Сил СССР» (26 декабря 1967[14]).